# Anacanthotermes ubachi
Anacanthotermes ubachi es una especie de termita cosechadora del género Anacanthotermes, de la familia Hodotermitidae, orden Blattodea. Fue descrita por Navás en 1911.
Se distribuye por Asia: Irak, Israel, Jordania, Arabia Saudita y Turquía. Fue publicada en Navás, R.P.L. (1911) Algunos Ortopteros y Neuropteros de Palestina. Revista Montserratena (Barcelona), 5, 120–121.